# Soyuz T
A Soyuz-T, sendo "T" de Transporte, em em russo транспортный (Transportny), constituiu a terceira geração das espaçonaves Soyuz. Permaneceu em serviço durante oito anos: de 1979 na missão Soyuz T-1 até 1986 na missão Soyuz T-15.
Ela era uma versão melhorada da espaçonave construída para integrar o projeto conjunto Apollo-Soyuz, entre União Soviética e Estados Unidos, que propiciou em 1975, o primeiro encontro no espaço entre astronautas e cosmonautas das duas nações.
A Soyuz T foi  a reincorporou painéis solares à sua estrutura, permitindo missões mais longas no espaço, ela usava uma versão aprimorada do sistema de navegação Igla responsável pela condução da espaçonave durante as manobras de acoplamento, e um novo sistema de controle de atitude e propulsores alojados no módulo de controle.
Ela podia transportar três astronautas usando trajes pressurizados para maior segurança durante as fazes de decolagem e reentrada da missão.

## Missões
- Soyuz T-1 (teste não tripulado, lançado em 1979)
- Soyuz T-2
- Soyuz T-3
- Soyuz T-4
- Soyuz T-5
- Soyuz T-6
- Soyuz T-7
- Soyuz T-8
- Soyuz T-9
- Soyuz T-10-1
- Soyuz T-10
- Soyuz T-11
- Soyuz T-12
- Soyuz T-13
- Soyuz T-14
- Soyuz T-15 (lançado em 1986)